# Rio Mainart
Rio Mainart är ett vattendrag i Brasilien.   Det ligger i delstaten Minas Gerais, i den sydöstra delen av landet, 700 km sydost om huvudstaden Brasília.
Omgivningarna runt Rio Mainart är huvudsakligen savann. Runt Rio Mainart är det ganska glesbefolkat, med 31 invånare per kvadratkilometer.